# Hoch auf dem gelben Wagen
"Hoch auf dem gelben Wagen" es una conocida canción popular alemana. El texto está basado en una poesía escrita por Rudolf Baumbach (1840-1905) en la década de 1870 titulada "Der Wagen rollt" (Rueda el carruaje), siendo editada por primera vez en 1879. La melodía fue compuesta en 1922 por Heinz Höhne (1892–1968).

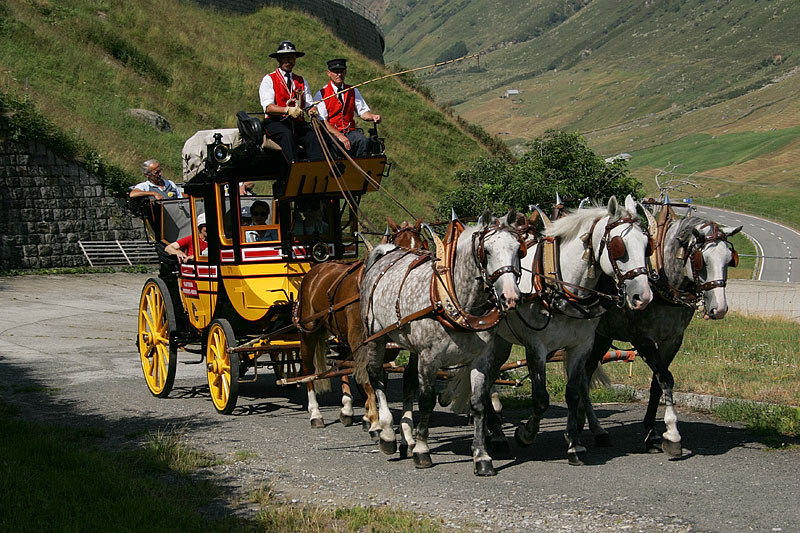
Carruaje de posta alemán

## Significado del poema
El texto describe un viaje en un carruaje de posta en el que se da énfasis a la alegría pasajera de la vida sin que sea posible detener su fluir, ya que termina irremediablemente cuando llega la muerte. Contiene una alegoría de la muerte al citar el esqueleto y la guadaña. El reloj de arena es una metáfora sobre lo pasajera que es la duración de la vida.

## Traducción
El poema, en el que una persona muy joven y de ánimo alegre cuenta su viaje en primera persona y en tiempo verbal presente, se compone de cuatro estrofas, siendo resumido su texto en castellano:
- Voy sentado en lo alto del carruaje amarillo[2] junto al cuñado.[3] Los caballos trotan haciendo camino, alegre suena el cuerno. Montes, bosques, arboledas y dorados campos de trigo van quedando atrás. Me gustaría quedarme a descansar bajo la sombra pero el carruaje sigue rodando.
- Oigo flautas y violines, roncos cantos, gentes alegres bailando ágiles alrededor del tilo como las hojas de los árboles en el viento mientras ríen. Me gustaría tanto quedarme junto al tilo pero el carruaje sigue rodando.
- El postillón en la parada da rápido alimento a los caballos, el tabernero nos trae espumosa cerveza y tras el cristal de una ventana me sonríe una bella carita. Me gustaría tanto quedarme pero el carruaje sigue rodando.
- Cuando vea un día un esqueleto envuelto en un sayo sentado en lo alto del carruaje llevando una guadaña en vez de un látigo y un reloj de arena en vez del cuerno, os diré: Adiós queridos amigos que aun queréis quedaros. Me habría gustado quedarme también pero el carruaje sigue rodando.